# Feldstadt

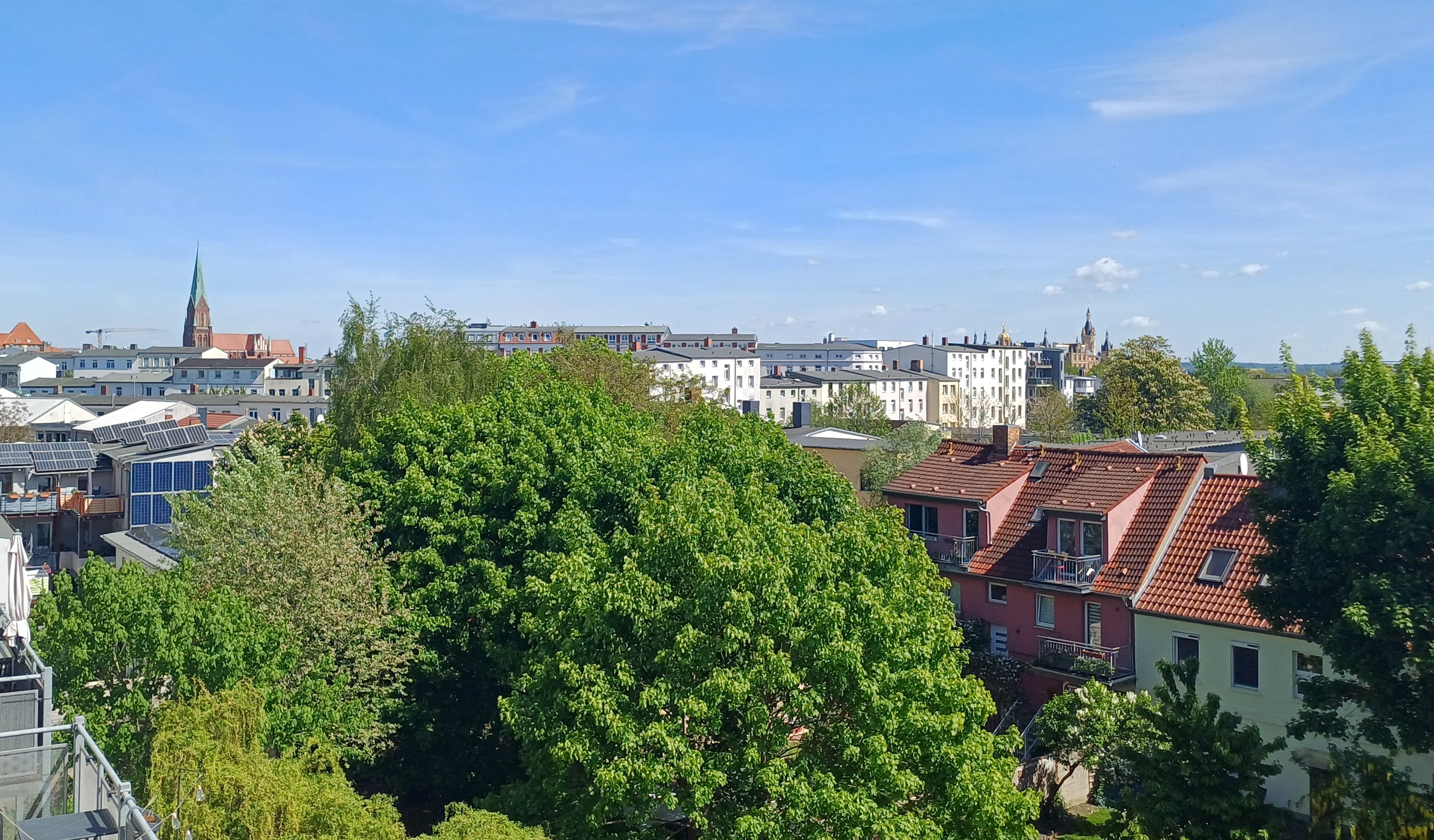
Blick über die Feldstadt

Die Feldstadt ist ein Stadtteil der mecklenburg-vorpommerschen Landeshauptstadt Schwerin.

## Lage
Die etwa 45 Hektar große Feldstadt befindet sich südlich der Altstadt, westlich des Schweriner Sees und des Burgsees. Im Nordwesten befindet sich die Weststadt und die Paulsstadt und im Süden Ostorf und der Ostorfer See.

## Geschichte
Hauptartikel: Geschichte Schwerins
Die Feldstadt war seit dem Mittelalter ein dörflicher Bereich. Hier lagen die herzöglichen Fischteiche und eine Mühle sowie die Wäschebleiche. Die Bebauung beschränkte sich im 16. und 17. Jahrhundert auf vereinzelte Häuser. Ein Steindamm (heute Goethestraße) führte nach Süden. Ein Karpfenteich markierte den heutigen Platz der Jugend. Aus dem ungeordneten Dorf entwickelte sich die Schweriner Vorstadt. 1785 standen hier um die 50 Häuser, überwiegend strohgedeckte Fachwerkhäuser, die ab 1802 eine feuersichere Bedachung erhalten mussten. Die Viehdrift, heute die dicht bebaute Wallstraße, war eine wichtige bäuerliche Wegeverbindung, die in die Felder und Wiesen führte. Die Vorstadt wurde überwiegend in der zweiten Hälfte des 19. bis Anfang des 20. Jahrhunderts gebaut. Eines der ältesten Gebäude war seit Ende des 17. Jahrhunderts das Schießhaus der Schützenzunft, das in einigen Elementen in einem Gebäude des Augustenstifts zu Schwerin an der Stiftstraße noch erhalten ist.

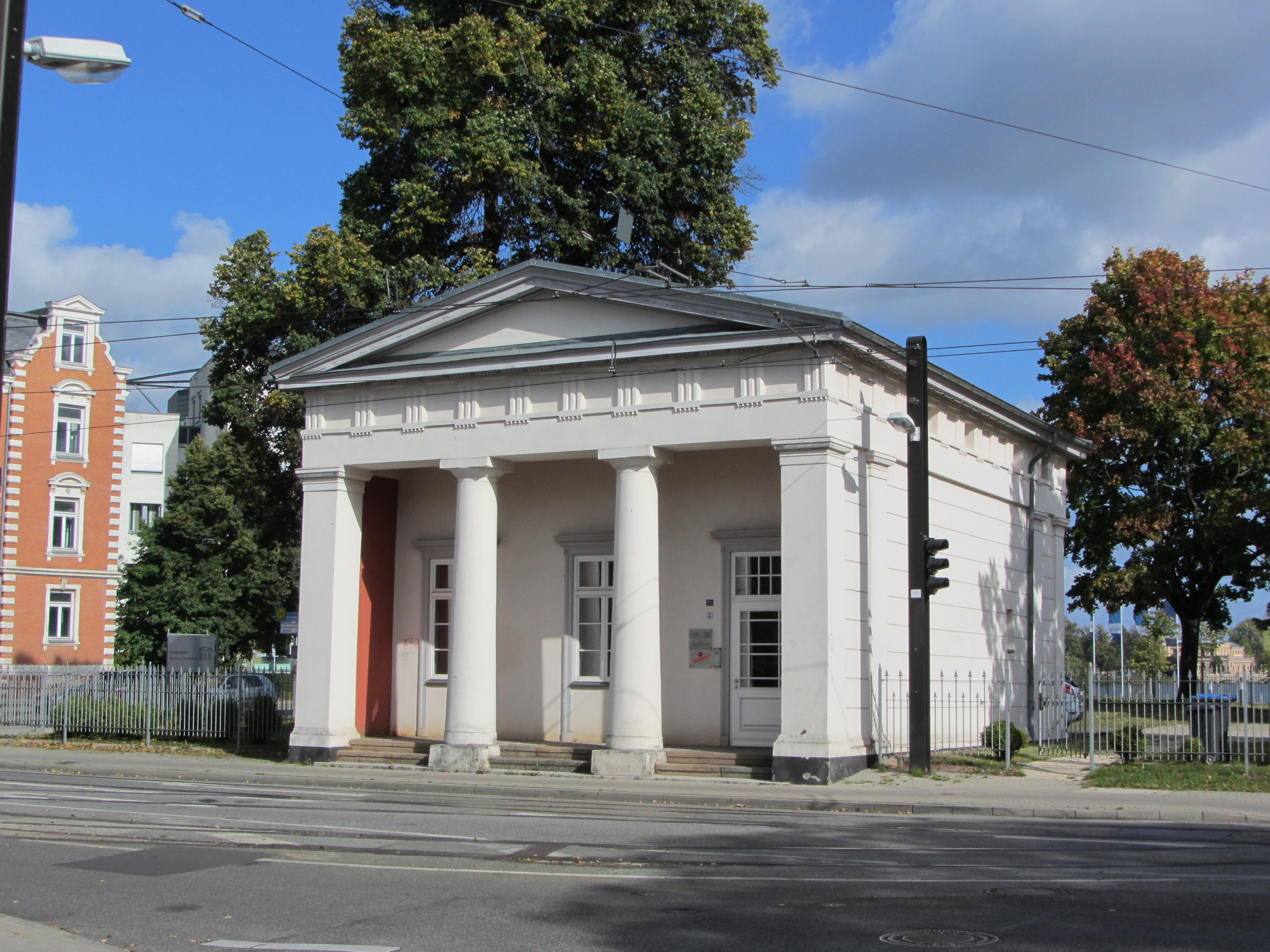
Eines der beiden gegenüberliegenden Berliner Torhäuser von 1844 am Platz der Jugend

1840/41 wurde die Vorstadt in das Stadtgebiet einbezogen, nachdem die Wallanlagen erweitert wurden. 1843 entstand das Berliner Tor. Es handelt sich im Wesentlichen um ein gründerzeitliches Wohngebiet. Durch die vorhandenen dörflichen Wege und die leicht hügelige Topografie entstand eine zunächst ungeplante Entwicklung als Ackerbürgervorstadt mit einem unregelmäßigen Stadtgrundriss und mit Quartieren von unterschiedlicher Form und Größe. Schwerins Baumeister Georg Adolf Demmler versuchte in dem Erweiterungs- und Verschönerungsplan der Residenzstadt Schwerin von 1862/63 das Gebiet besser an Schwerins Altstadt anzubinden. 1863 erfolgten Bebauungen an der Seestraße und es folgten zumeist zweigeschossige Fachwerkhäuser an der Eisenbahnstraße, der Brunnenstraße und der Jägerstraße (heute Große Wasserstraße), sowie danach eher Mietskasernen an der Carlstraße (Kleine Wasserstraße), Große Schützenstraße (Stiftstraße) und der Hermannstraße. Die straßenbegleitende Bebauung mit inneren großen Höfen prägte nun die städtebauliche Struktur der Feldstadt. 1863 wurde eine Linden-Reihe in der Rostocker Straße (Goethestraße) an der Seeke gepflanzt. In den 1870er bis 1890er Jahren wurden am Strempelplatz (Platz der Jugend) Gebäude errichtet. Um 1900 entstanden die Villen Ostorfer Ufer 1 bis 15. In dem früher oft auch so genannten „Nachtjackenviertel“ wohnten zumeist Arbeiter und Angestellte.

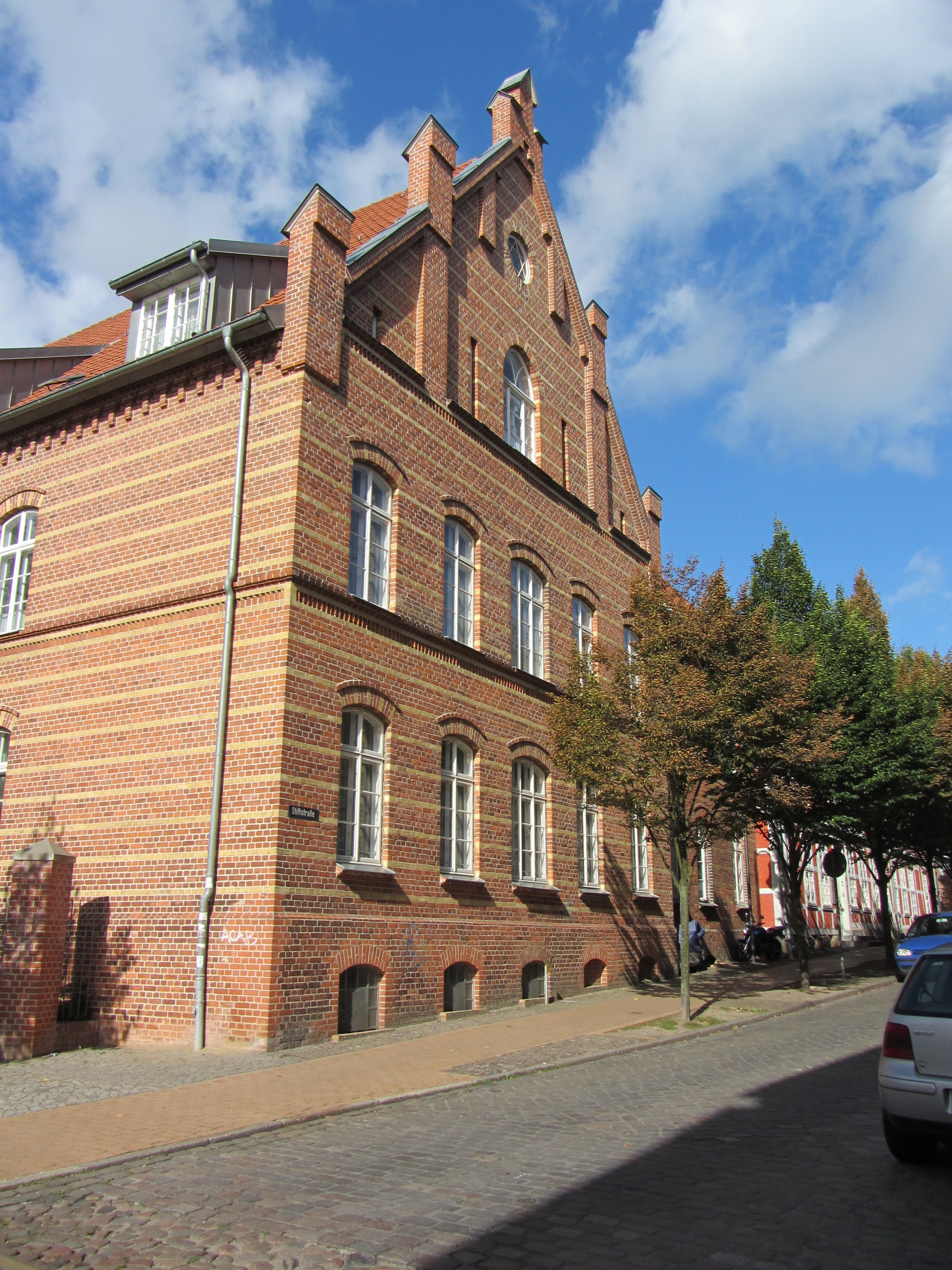
Augustenstift in der Stiftstraße

1855 eröffnete das evangelische Augustenstift zu Schwerin in der Großen Schützenstraße (Stiftstraße) seine Arbeit mit der Armen- und Altenpflege; Großherzogin Auguste übernahm das Protektorat. Von 1864 bis 1870 errichtete das Militär ein Lazarett an der Reiferbahn. Von 1869 bis 1872 entstand von Demmler die Jägerkaserne an der Carlstraße, aus der ab 1905 Wohngebäude wurden. 1886 wurde der Schlachthof in Betrieb genommen. 1881/82 entstand nach Plänen von Baumeister Tischbein eine Knabenschule an der Feldstraße. 1882/83 errichtete Baurat Georg Daniel das Stammhaus des Anna-Hospitals am Strempelplatz. Nach Aufschüttungen am Ostorfer Ufer konnten hier nach 1910 großbürgerliche Villen an der Körnerstraße (Demmlerstraße) entstehen. Die Bebauung im Bereich Gartenhöhe verblieb zunächst bis in die 1930er Jahre eher dörflich bis dann Backsteinbauten an der Stifts- und Goethestraße sowie am Töpferberg gebaut wurden.
Seit 1881 fuhr die alte Pferdebahn und seit 1908 die elektrische Straßenbahnlinie 3 vom Bahnhof und Marienplatz durch die Rostocker Straße (heute Goethestraße) zum Strempelplatz (Platz der Jugend). 1921/25 wurde diese Linie 3 nach Zippendorf verlängert.

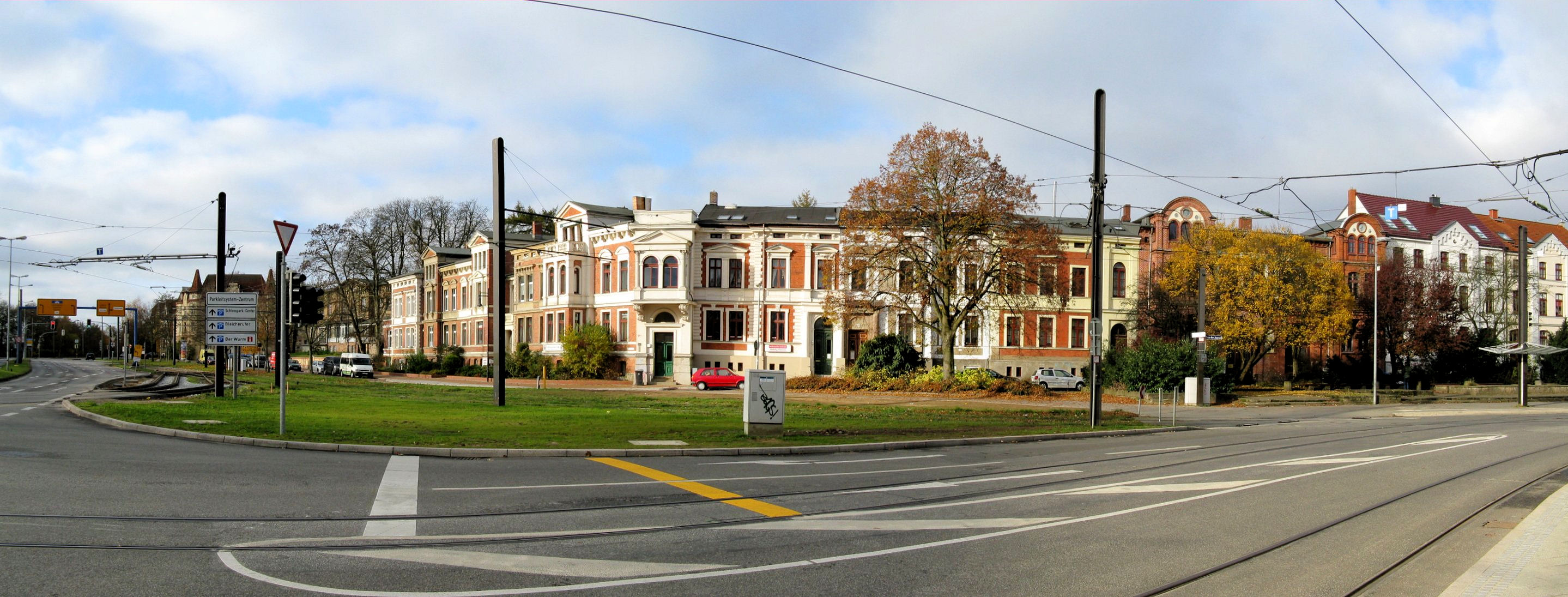
Panoramabild mit Graf-Schack-Allee und Platz der Jugend

Die Stolpersteine am Haus Goethestraße 15 erinnern an die hier wohnenden jüdischen Frauen Olga und Lotte Stern und Ina Salomon, die in der Zeit des Nationalsozialismus entrechtet, gedemütigt, deportiert und ermordet wurden. Im Zweiten Weltkrieg traf der letzte Luftangriff am 7. April 1945 Gebäude in der Feldstadt. Bombentreffer waren im Bereich der Schäferstraße, der Eisenbahnstraße und des Karl-Liebknecht-Platzes zu verzeichnen.
Von 1960 bis 1990 baute Schwerin seine Großwohnsiedlungen wie Großer Dreesch, Neu Zippendorf, Mueßer Holz oder Lankow. Der bauliche Zustand der Feldstadt aber verschlechterte sich zunehmend, Gebäude mussten abgerissen werden und der Stadtteil wurde grau und sanierungsbedürftig.
Nach der Wende wurde der Stadtteil 1991 in das Programm der Städtebauförderung aufgenommen und bis 2012 gründlich saniert. Im Westen entstand ab 1992 ein neuer großer Baukomplex mit einem Hotel und Bürotrakten. Nördlich davon konnte das Gebiet Am alten Schlachthof zu einem Einkaufsbereich mit Läden, einer Passage und Gaststätten entwickelt werden.
Durch eine Brücke über die Bahngleise mit dem Haltepunkt Schwerin-Mitte der Bahn in der Höhe Lobedanzgang wurde die Erschließung des Gebiets in Richtung Paulsstadt verbessert. Um 1999 entstand an der Gartenhöhe ein Gebäude des Augustenstifts für altersgerechtes Wohnen.
Von 2007 bis 2009 wurde abschnittsweise der Platz der Jugend nach Plänen von Proske und Steinhausen erneuert, nachdem bis 2000 fast alle Gebäude saniert waren. Reliefplatten mit dem Thema „Zeitachse“ des Künstlers Christian Wetzels an den fünf Leuchtstelen sollen zur Historie informieren.

## Politik
Die Feldstadt ist im Ortsbeirat Altstadt, Feldstadt, Paulsstadt, Lewenberg vertreten, der sein Büro im Stadthaus Am Packhof 2–6 hat. Von den neun Beiratsmitgliedern sind drei in der CDU/FDP-Fraktion, zwei in der Fraktion der Linken und jeweils einer von der SPD-Fraktion, von der Fraktion SPD-Grüne, der Fraktion der Grünen und der Fraktion Unabhängige Bürger.

## Sehenswürdigkeiten und Kultur

### Bauten
- Das Berliner Tor von Georg Adolph Demmler ist am Platz der Jugend  Nr. 12 und 14. Die klassizistischen Torhäuser Berliner, Wittenberger, Güstrower, Wismarsches und Lübecker Tor entstanden von 1840 bis 1844 als Wach- und Zollhäuser. 1863, nach dem Wegfall der Binnenzölle, verloren sie ihre eigentliche Bedeutung. Das erhaltene Berliner Tor mit seinen zwei dorischen Antentempeln ist Zeugnis der Bauweise von Karl Friedrich Schinkel. Das Berliner Tor beherbergte nach 1863 Soldatenfamilien und dann andere Familien und Umsiedler. Nach umfassenden Renovierungen von 1951 bzw. 1956 war hier bis 1991 das Stadtarchiv Schwerin untergebracht. Die Torhäuser wurden 2000/01 saniert. Heute befinden sich hier Büros für einen Landschaftsarchitekten und Anwälte.

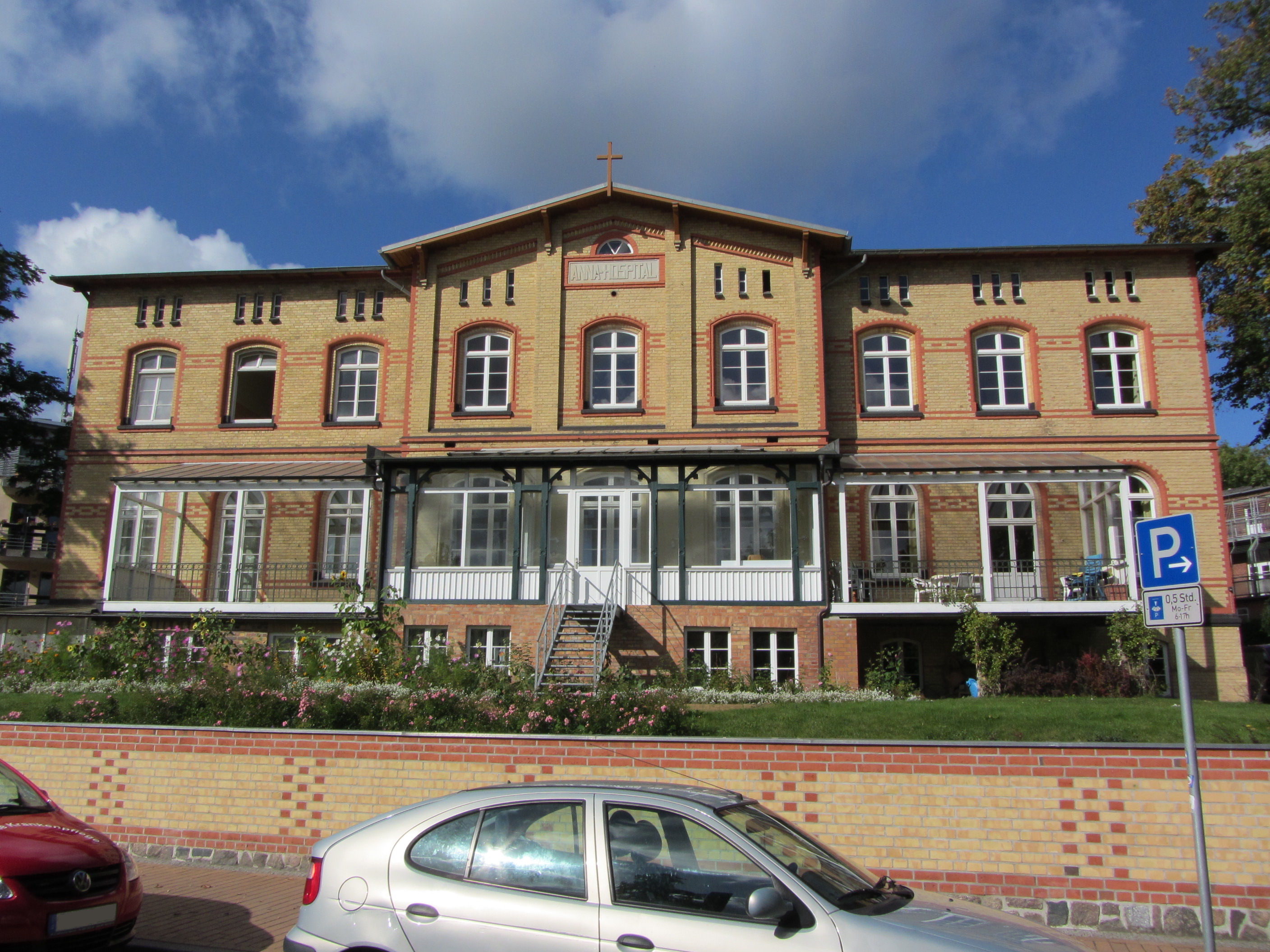
Anna-Hospital

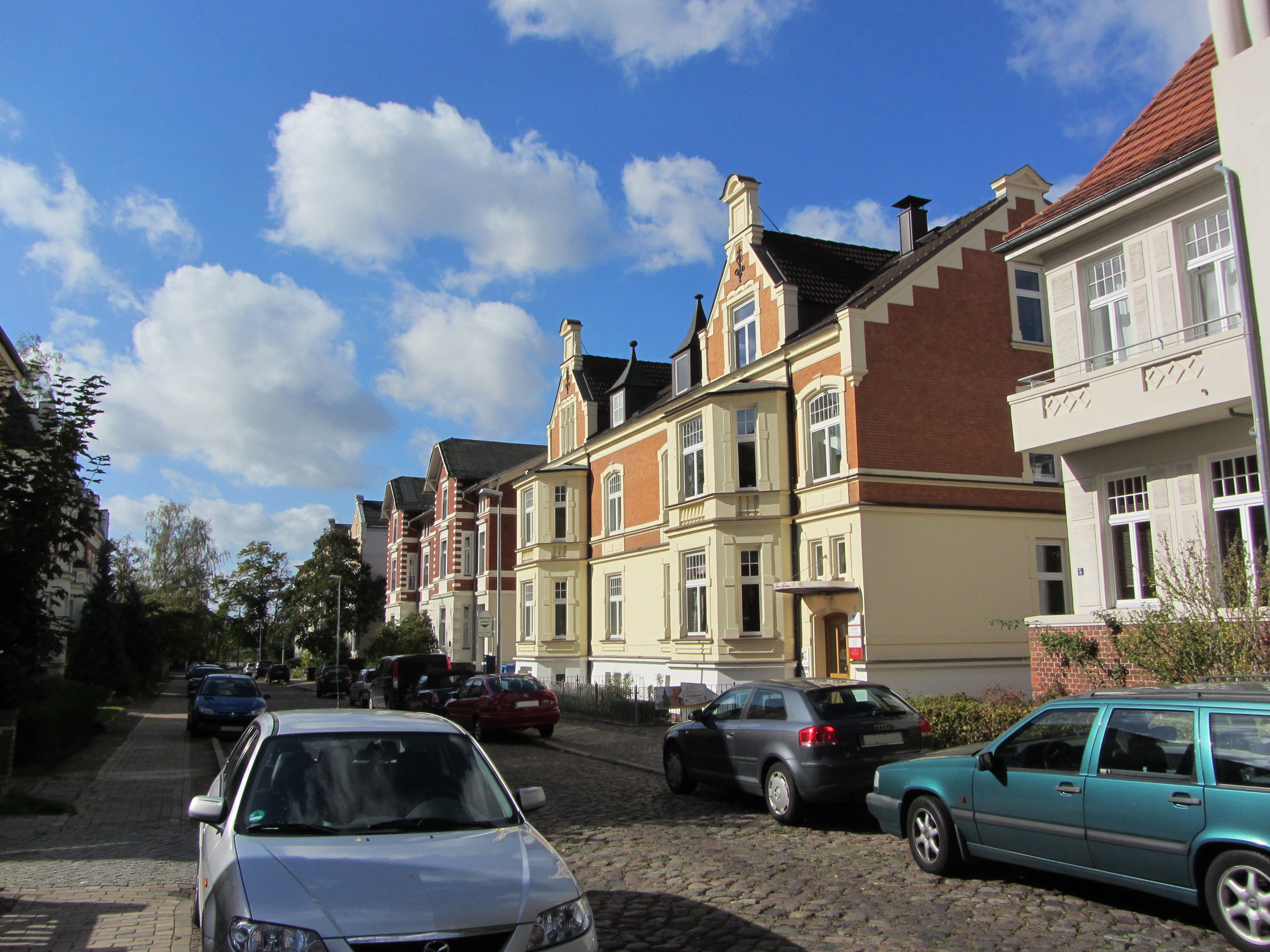
Demmlerstraße

- Das Anna-Hospital am Platz der Jugend Nr. 24 wurde 1882/83 als evangelisches Kinderkrankenhaus für arme Kinder nach Plänen von Georg Daniel im historisierenden Stil mit Neorenaissanceformen gebaut.
- Das Augustenstift zu Schwerin mit seiner Armen- und Altenpflege entstand an der Großen Schützenstraße (heute Stiftstraße). Es besteht aus mehreren Gebäuden:
  - Der Fachwerkbau war das frühere Schießhaus von 1694/1697; 1802/03 umfangreich umgebaut.
  - Der nördliche Flügelanbau entstand 1860/61 als  Frauensiechenhaus nach Plänen von Hermann Willebrand.
  - Der südliche Flügelanbau von 1905 an der Stiftsstraße entstand als Männersiechenhaus nach Plänen von Georg Daniel.
  - Das Alten- und Pflegeheim mit 108 Betten entstand bis 1995 nach Plänen von Hartmut Gothe und Hans Jürgen Steen (Lübeck).
  - 1999 entstand an der Gartenhöhe ein rundes Gebäude für altersgerechtes Wohnen nach Plänen von Rüdiger Franke (Hamburg).
- Die Villa Goethestraße Nr. 1 stammt von 1894/95. Sie wurde nach Plänen von Landbaumeister Gustav Hamann mit Neorenaissanceformen und einer gelben Klinkerfassade mit roten Klinkerbändern für den Hofzimmermeister Friedrich Bockholdt gebaut. Nach längerem Leerstand wurde das Haus 2009/10 saniert. Es wird als Institut für Schlafmedizin und Medizinische Forschung sowie für Wohnungen genutzt.

### Denkmalschutz

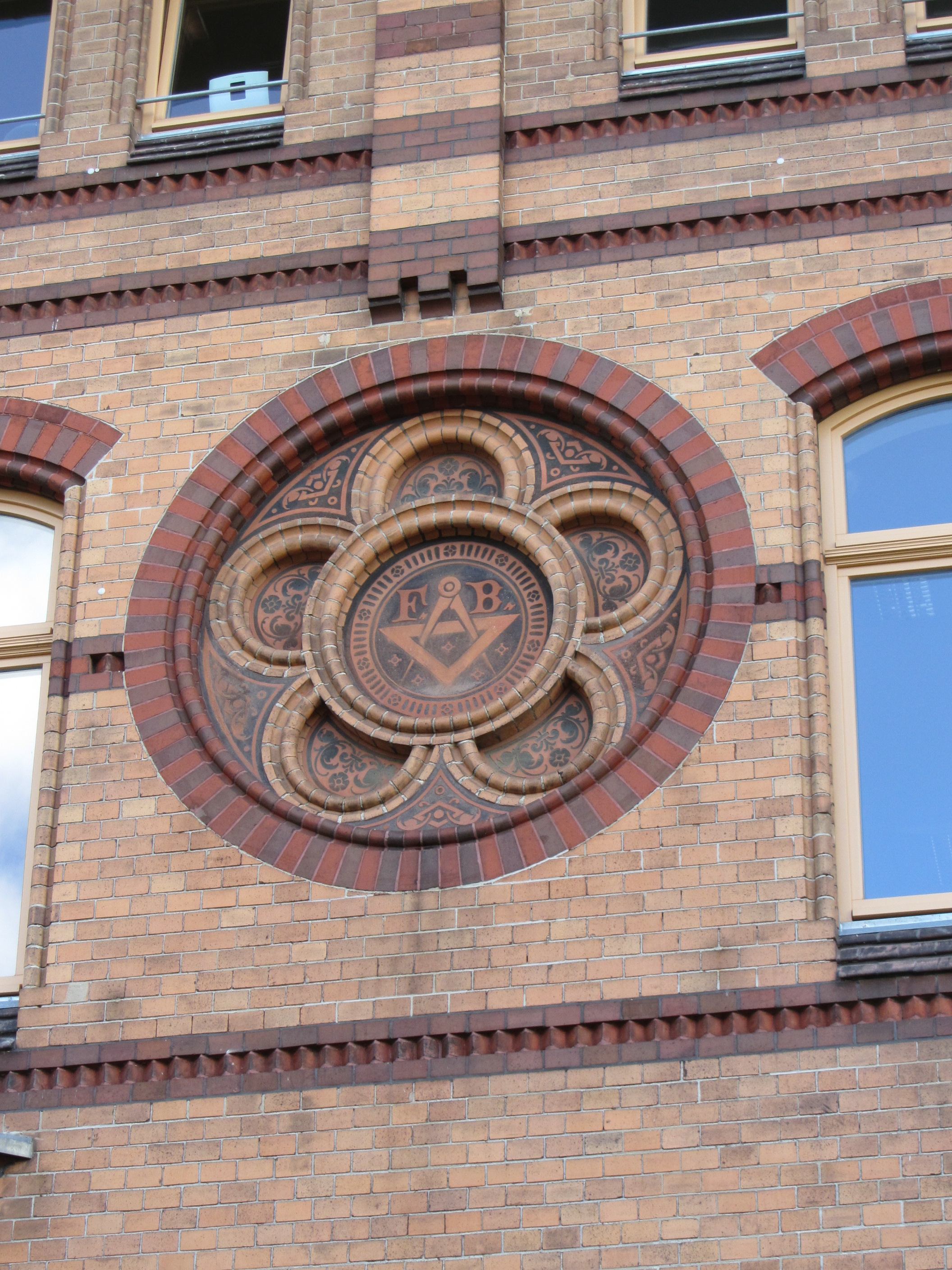
Ornament an der Fassade der Villa in der Goethestraße 1 mit den Initialen des Hofzimmermeisters Friedrich Bockholdt

Gemäß einer Verordnung über den Denkmalbereich "Stadt Schwerin – Südliche Feldstadt" von 2011 ist dieser Bereich (südliche Goethestraße 1–17, Platz der Jugend, östlicher Bereich Ostorfer Ufer 1–16, und Demmlerstraße) unter Schutz gestellt worden.
Nach einer Unterrichtung des Landtages von 1997 gab es folgende Gebäude, die unter Denkmalschutz standen (Liste ergänzungsbedürftig):
- Brunnenstraße: Wohnhäuser Nr. 3, 5, 7, 15
- Eisenbahnstraße 19: Schlachthof mit Direktorenvilla
- Gartenhöhe: Wohnhaus Nr. 9
- Goethestraße (teilweise Altstadt): Wohnhäuser Nr. 1, 28, 65/67, 73 bis 75, 83, 87, 88, 99, 103/105; Bankhaus Nr. 72
- Graf-Schack-Allee: Wohnhaus Nr. 12
- Hermannstraße: Wohnhaus Nr. 11
- Kleine Wasserstraße: Kasernenanlage
- Lobedanzgang: Wohnhäuser Nr. 2, 4
- Wohnanlage Lobedanzgang, ehem. Militärlazarett mit Nebengebäuden
- Ostorfer Ufer: Wohnhäuser Nr. 3, 4/5 und 8/9
- Platz der Jugend: Wohnhäuser Nr. 5/7, 8/10, 17/19, 21/23, 12/14 - Berliner Torhaus, 25 - Mutterhaus Anna-Hospital
- Stiftstraße: Augusten-Stift
- Wallstraße: Wohnhäuser Nr. 13 und 21; Nr. 66 Straßenbahndepot; Tor zum Lazarett

### Regelmäßige Veranstaltungen
- Der Frühjahrsputz
- Das Feldstadtfest
- Der Tag der offenen Höfe
- Die Werkstatt für Kinder
- Spieltreff im Stadtteilbüro Feldstadt mit Stadtladen, Karl-Liebknecht-Platz 4.

## Wirtschaft, Verkehr, Infrastruktur

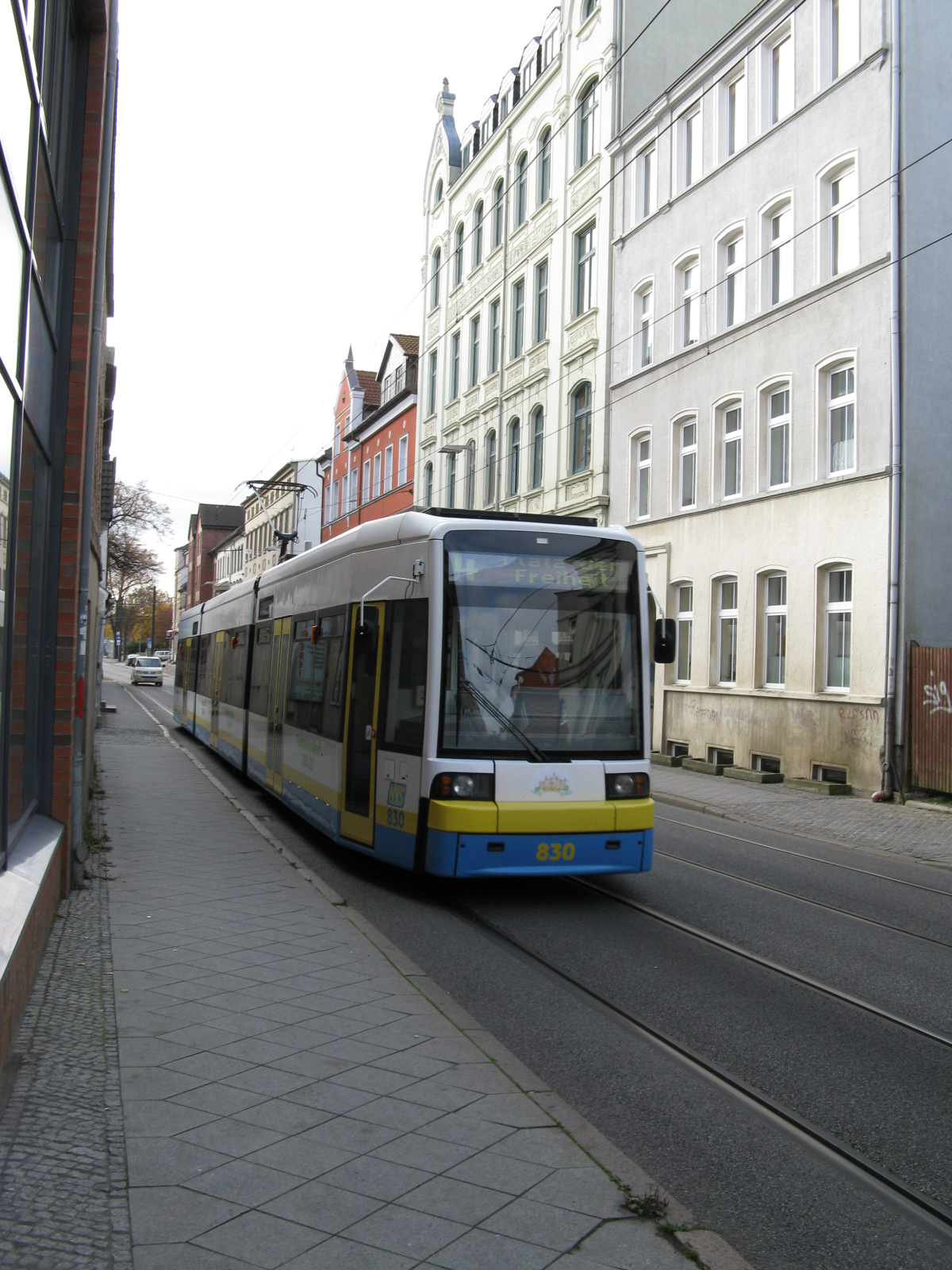
Straßenbahn in der Goethestraße

### Wirtschaft
Um 1990 gab es in der Feldstadt über 100 Gewerbeunternehmen. Standortbedingt nahm die Zahl zunächst drastisch ab. Nach 2000 konnte wieder ein Anstieg bei der Anzahl der Unternehmen registriert werden, vor allem im Bereich der Dienstleistungen. Schwerpunkte sind die Quartiere um den Platz der Jugend/Goethestraße (z. B. Versicherungen, Büros, Hotels, Läden) und am Alten Schlachthof (Hotel, Gastronomie, Büros), wo die Ladenpassage jedoch schließen musste.

### Verkehr
Drei der vier Straßenbahnlinien führen in der Goethestraße vom Marienplatz zum Platz der Jugend durch die Feldstadt.
Haupterschließungsstraßen sind östlich die Goethestraße, der Platz der Jugend und die Graf-Schack-Allee am Burgsee, südlich das Ostorfer Ufer, westlich die Bleicherstraße und die Brunnenstraße sowie die Eisenbahnstraße und nördlich die Wallstraße sowie der Lobedanzgang.

### Bildung
- Die Niels-Stensen-Schule der Bernostiftung ist eine private, katholische Grundschule, die seit 1999 in der Feldstraße 1 ist. Von 2010 bis 2012 wurde der Altbau der früheren Knabenschule saniert und durch einen Neubau ergänzt.
- Schule der Künste - Schweriner Kinder- u. Jugendkunstschule, Platz der Jugend 25
- Ev. Montessori-Schule, Platz der Jugend 25

## Persönlichkeiten
- Ludwig Bölkow (1912–2003), deutscher Flugzeugkonstrukteur, Geburtshaus Goethestraße 12, wohnte in der Feldstadt und wurde 2001 Ehrenbürger von Schwerin.